# Кирлијанов ефекат
Кирлијанов ефекат или Кирлијанова фотографија се односи на фотографије направљене помоћу врсте фотограма под напоном. Назив је добио по Семјону Кирлијану, који је током 1939. године случајно открио да, ако је објекат на фотографској плочи повезан са извором напона, на фотографској плочи се формира слика. Кирлијанова техника представља контактну фотографију, код које је предмет у непосредном контакту са филмом стављен на металну плочу под напоном.
Кирлијан је твдио да се слика коју је проучавао може поредити са људском ауром. Експериментални доказ енергетских поља која генеришу жива бића је сматран сликање кирлијанових контактних фотографија датог листа у одређеним временским интервалима, и његово постепено пропадање одговара паду снаге ауре. У неким експериментима, ако је део листа био откинут после прве фотографије, бледа слика делова који недостају ће остати при следећој узетој фотографији. Архив Журнала америчке уметности Смитсонијановог института је објавио водећи чланак са репродукцијама слика овог феномена. Џејмс Ренди, амерички мађионичар и научни скептик, је дао претпоставку да се овај ефекат јавља због контаминације стаклених плоча, које су поновно употребљаване за фотографије и „пре“ и „после“ откидања дела листа.